# Tsuyoshi Abe
Tsuyoshi Abe (jap. 阿部 力 Abe Tsuyoshi; ur. 13 lutego 1982) – japoński aktor filmowy i telewizyjny.

## Filmografia

### Seriale
- 2004: The Proof of Memories (记忆的证明) (CCTV)
- 2005: Hana yori dango (TBS) jako Akira Mimasaka
- 2006: Yakusha Damashii (Fuji TV)
- 2007: Hana yori dango 2 (TBS) jako Mimasaka Akira
- 2007: Shinuka to omotta (NTV, odc. 6)
- 2007: Kikujiro to Saki 3 (TV Asahi) jako Kitano Shigekazu
- 2007: Mop Girl (TV Asahi, odc. 10)
- 2008: Mirai koshi meguru (TV Asahi, odc. 2) jako Kaneda Daisaku
- 2008: Qi Lin Guan Zhi Lian
- 2008: Zettai Kareshi (Fuji TV, odc. 8) jako Nightly Series Type 02 Toshiki
- 2008: Koizora (TBS, odc. 4 & 5) jako Fukuhara Yū
- 2008: Yume o kanaeru zo (YTV)
- 2007: Giragira (TV Asahi) jako Eiji
- 2008: 252 Seizonsha ari: Episode ZERO (NTV)
- 2010: Tsuki no koibito (Fuji TV)
- 2010: Tsuki no Koibito jako Min
- 2010: Nise isha to yobarete ~Okinawa saigo no ikaiho~ (YTV)
- 2012: 37-sai de isha ni natta boku ~Kenshui junjo monogatari~ (Fuji TV, odc. 4,5)
- 2012: Happy Michelin Kitchen (CTV/Anhui TV)

### Filmy
- 2005: Initial D
- 2006: Rough jako Hiroki Nakanishi
- 2011: Wild 7 jako Sox
- 2016: Ansatsu kyōshitsu: Sotsugyō-hen